# Betel (Paulínia)
Betel é um bairro que se localiza na região leste do município de Paulínia, no Interior de São Paulo, se distanciando cinco quilômetros do centro desse município. Possui uma área total de 49,5 km2 e 6.242 habitantes de acordo com o censo IBGE de 2010.
Betel é uma das regiões mais desenvolvidas economicamente de Paulínia, por possuir um pólo de indústrias nas margens das avenidas Benedito Montenegro, Irene Karsher e João Baldin.

## História
A região de Betel começou a ser povoada por volta de 1889, quando foi construída a Estrada de Ferro Funilense. Essa ferrovia foi um marco decisivo para o povoamento de Barão Geraldo, Betel e Paulínia. Betel surgiu entre Barão Geraldo e Paulínia. A partir de 1950 surgiu o bairro Alvorada Parque, que depois se expandiu até a região da Avenida Constant Pavan. Conforme Betel crescia, se aproximava de Paulínia. A população realizava todas as principais obrigações no centro de Paulínia. Até 1993 parte do território de Betel pertencia a Campinas, integrando o distrito de Barão Geraldo.
No dia 5 de julho de 1991, a Assembleia Legislativa de São Paulo aprovou a resolução n°724, que aprovou a realização de um plebiscito em Betel sobre a anexação à Paulínia. O movimento pela incorporação foi apoiado por entidades como o IGC - Instituto Geográfico e Cartográfico da Secretaria de Economia e Planejamento do Estado de São Paulo, que realizou uma vistoria no bairro, concluindo que referida área pertencia à região de influência de Paulínia. O plebiscito foi realizado em 15 de agosto de 1993 e 73,5% dos 441 eleitores cadastrados em Betel votaram a favor da anexação, o que resultou na Lei 8.550 de 30 de dezembro de 1993, que em seu artigo 4° anexou Betel a Paulínia.

## Geografia

### Organização urbana

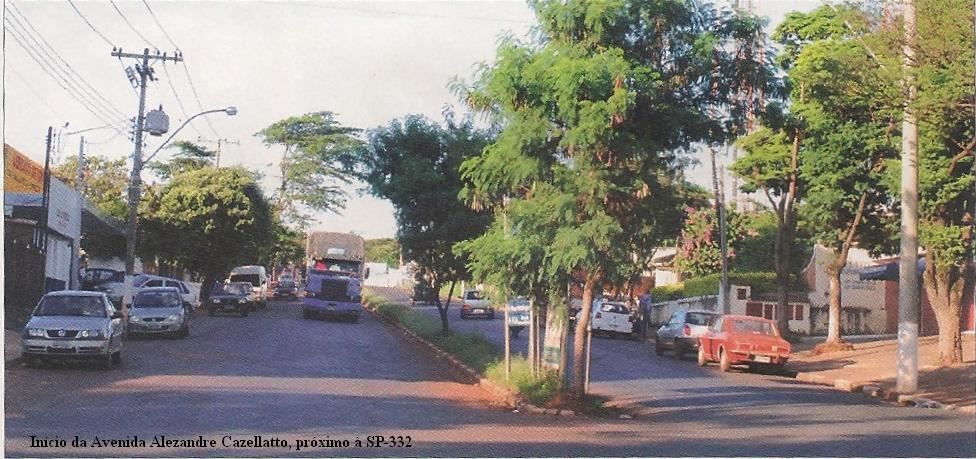
Vista da Avenida Alexandre Cazellatto

A organização urbana de Betel é centrada em três avenidas principais que dão acessos a todos os bairros. A principal é a avenida Alexandre Cazellatto, que se inicia na SP 332, passando pelos bairros Alvorada Parque, Moradas de Betel e Parque das Indústrias, e dando acesso ao GreenVille, Porto do Sol, Santa Izabel Paineiras e Manacás. Outra avenida importante é a avenida Constant Pavan, onde se localiza o Pólo de Ensino Profissional formado por Escola Técnica de Paulínia (ETEP), SENAI e CETUP. Além dessas há a avenida professor Benedito Montenegro, cujo trecho inicial, juntamente com o trecho inicial da avenida Alexandre Cazellatto é o centro de Betel. A avenida Irene Karsher que é o centro industrial de Betel e a avenida Armando Botasso.

### Loteamentos
Até 1993, Betel englobava dois bairros: Alvorada Parque e Okinawa. Depois desse ano, devido ao intenso crescimento urbano, novos bairros surgiram. Atualmente há em Betel vinte e um bairros, condomínios e pólos urbanos:
1. Boa Esperança
2. Business Center
3. Centro Empresarial Nossa Senhora de Fátima
4. Condomínio Santa Izabel
5. Fazenda do Deserto
6. GreenVille
7. Jardim Ivone Alegre
8. Moradas de Betel
9. Morro Azul
10. Okinawa
11. Parque das Industrias
12. Pesqueiro Santo Antônio
13. Polo de Ensino Profissional
14. Porto do Sol
15. Residencial Figueira Branca
16. Residencial Manacás
17. Residencial Paineiras
18. Sítio Bonomi
19. Unicamp (CPQBA)
20. Vila Franca

A população se concentra no Alvorada Parque e no Parque das Indústrias, onde se localizam os principais estabelecimentos comerciais.

### Acessos
O acesso pode ser feito de Barão Geraldo pela Rodovia Professor Zeferino Vaz (SP-332) ou da Rodovia Anhanguera (SP-330) pela Estrada Municipal José Sedano.

## Infraestrutura

### Educação

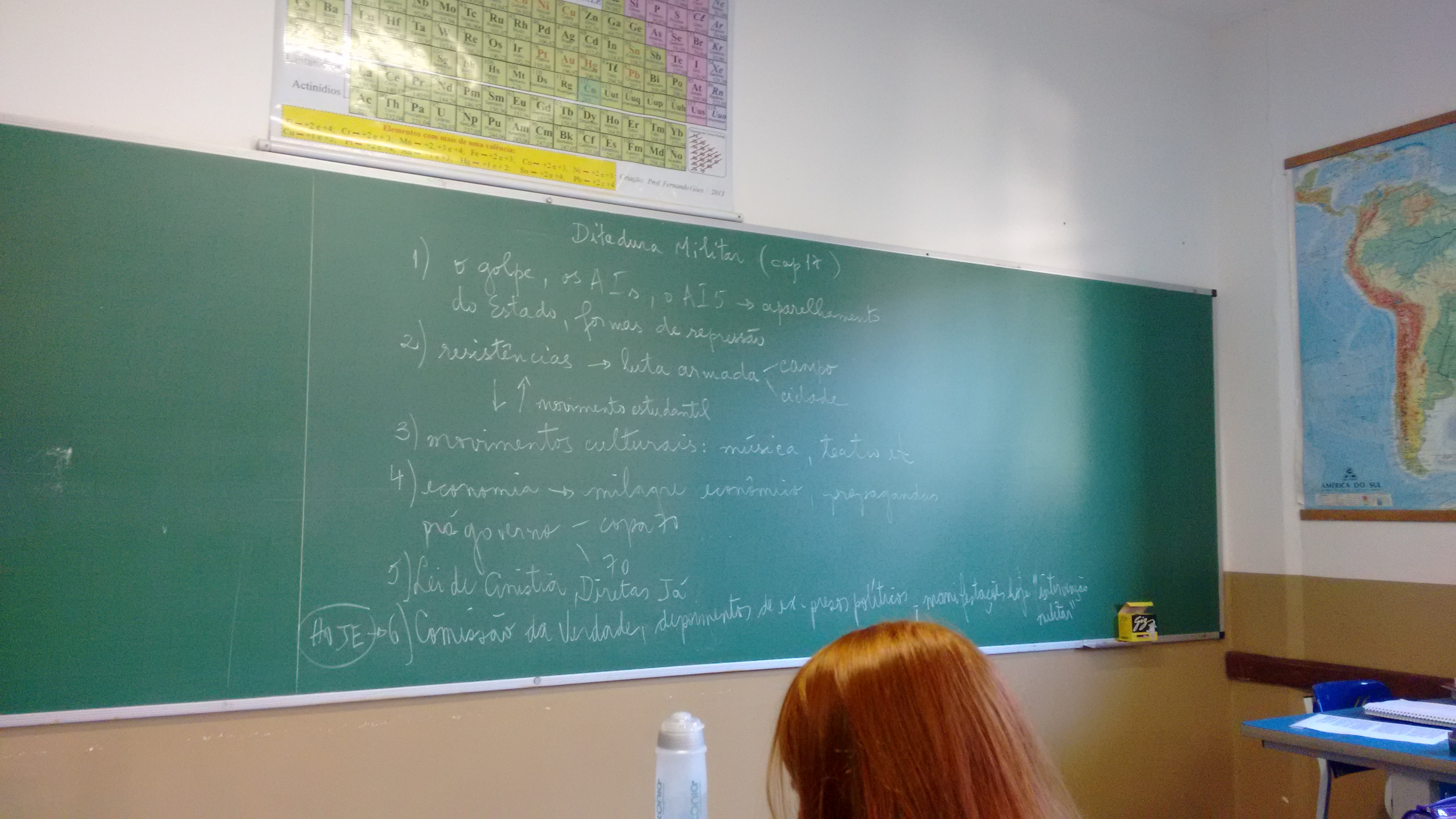
Imagem mostra uma lousa verde de sala de aula na Escola Técnica de Paulínia. Na imagem vemos um conteúdo de História.

Em Betel está localizado um polo de ensino profissionalizante composto por escolas como a ETEP, o SENAI, o CETUP- Centro de Treinamento do Funcionário Público de Paulínia, além da EMEF Professor Domingos de Araújo, entre outras.
Na PLN 393 se localiza o CPQBA (Centro Pluridisciplinar de Pesquisas Químicas, Biológicas e Agrícolas) da Unicamp, que realiza pesquisas científicas e tecnológicas.

## Economia
Betel é um grande centro industrial, o segundo maior de Paulínia, depois da região da Replan. Empresas como Heringer, Galvani, Rhodia e Purina fazem de Betel um bairro industrializado.